# Peloton
Peloton Interactive, Inc. — американская компания по производству спортивного оборудования и средств массовой информации, базирующаяся в Нью-Йорке. Основными продуктами Peloton являются велотренажеры и беговые дорожки с подключением к Интернету, которые позволяют ежемесячным подписчикам удаленно участвовать в занятиях через потоковое мультимедиа. Peloton взимает ежемесячный членский взнос в размере 44 долларов США за доступ к занятиям и дополнительным функциям своего тренажера или 12,99 долларов США с пользователей, получающих доступ к контенту только через приложение или веб-сайт..

## История
В 2011 году Джон Фоули, исполнительный директор Barnes & Noble в Нью-Йорке, рассказал своему коллеге Тому Кортезе о том, что технологии могут позволить людям, у которых мало времени, получить полный опыт тренировок в высококлассных условиях. Peloton Interactive была основана в январе 2012 года. «Peloton» — это велосипедный термин, означающий большую группу гонщиков, собравшихся вместе.
Компания привлекла 400 000 долларов стартового капитала в феврале 2012 года и ещё 3,5 миллиона долларов в декабре 2012 года. Peloton продала свой первый велосипед на Kickstarter в 2013 году по начальной цене 1500 долларов. Их первый велотренажер с подключением к Интернету и планшетом был выпущен в 2014 году. Компания также открыла демонстрационные залы в торговых центрах по всей территории США, чтобы люди могли опробовать тренажеры.
Оригинальная беговая дорожка Peloton, Tread+, была представлена компанией в январе 2018 года на ежегодной выставке Consumer Electronics Show в Лас-Вегасе. В мае 2018 года Peloton объявила о планах этой осенью начать продажи в Канаде и Великобритании. Он также объявил о строительстве флагманской студии на западе Манхэттена в Нью-Йорке.
В марте 2019 года Национальная ассоциация музыкальных издателей подала на Peloton в суд за использование музыки, защищенной авторским правом, в своих видео без надлежащих лицензий, требуя возмещения ущерба в размере 150 миллионов долларов. Это привело к изменению музыки, используемой в его сессиях, а также к удалению некоторых программ, которые использовали песни, названные в иске. В сентябре 2019 года иск был изменён и увеличен до 300 миллионов долларов. Peloton урегулировал иск в феврале 2020 года; Финансовые условия сделки не разглашаются.
26 сентября 2019 года Peloton вышла на IPO в результате первичного публичного размещения акций, собрав 1,16 миллиарда долларов и оценив компанию в 8,1 миллиарда долларов. После достижения рыночной оценки в 50 миллиардов долларов в январе 2021 года, к апрелю 2022 года оценка компании вернулась, примерно, к 8 миллиардам долларов.